# Gaber Dobrovoljc
Gaber Dobrovoljc (sinh 27 tháng 1 năm 1993) là một hậu vệ bóng đá Slovenia thi đấu cho Domžale ở Slovenian PrvaLiga.